# گنگستا.
گنگستا. (ژاپنی: ギャングスタ هپبورن: Gyangusuta) یک مجموعه مانگا ژاپنی که توسط کسکه نوشته و مصورسازی شده‌است. این مجموعه از ژانویه ۲۰۱۱ در ماهنامه کمیک بانچ انتشارات شینچوشا در حال انتشار است. یک مجموعه تلویزیونی انیمه دوازده قسمتی نیز بر پایه نسخه مانگا توسط استودیوی منگلوب تهیه شده‌است که از ۱ ژوئیه، تا ۲۷ سپتامبر ۲۰۱۵ پخش شد.

## داستان
در شهر ارگاستولوم که پر از تبهکار، خلافکار، روسپی و پلیس‌های فاسد است و توسط مافیا اداره می‌شود، دو گانگستر معروف و آماده به خدمت به نام‌های وریک آرکانجلو (دارای یک چشم بود) و نیکولاس براون (کر و لال) که با عنوان «بنریا» (به معنی همه‌کاره) شهرت داشتند، در این شهر هر کار خلافی که هیچ کس دیگری از پس آن بر نمی‌آید را با دریافت مبلغ هنگفتی برای مافیا و پلیس انجام می‌دهند. در حین انجام پرونده‌ای برای پلیس، آن‌ها با زنی به نام الکس بندتو آشنا شدند که بعدها به گروه آن‌ها پیوست. الکس سابقاً به کار روسپی‌گری مشغول بود که به دلیل پیشینه مرموز این دو نفر (به ویژه توانایی‌های نیکولاس)، علاقه‌مند شد به آن‌ها بپیوندد.

## شخصیت‌ها
- وریک آرکانجلو (به ژاپنی: ウォリック・アルカンジェロ Worikku Arukanjero) یک مرد شیک‌پوش ۳۵ ساله ژیگول که از سن سیزده سالگی زنان را سرگرم می‌کرد، و فردی آماده به خدمت در کنار همکارش نیکولاس است. او یکی از توالایت‌ها به‌شمار نمی‌رفت، اما قدرت خاصی (به ویژه در استفاده از سلاح گرم) داشت که او را از مردم عادی متمایز می‌کرد. وریک که پیشتر با نام والاس آرکانجلو شناخته می‌شد، پسر دوم و تنها بازمانده از خاندان ثروتمند آرکانجلو بود.
- نیکولاس براون (به ژاپنی: ニコラス・ブラウン Nikorasu Buraun) مردی ۳۴ ساله که سابقاً سربازی مزدور بود، و در حال حاضر همکار وریک و یکی از توالایت‌ها به حساب می‌آمد که رتبه‌اش A/0 بود. او ناشنوا است و عمدتاً از طریق زبان اشاره و لب‌خوانی با دیگران ارتباط برقرار می‌کند. نیکولاس از یک کاتانای ژاپنی به عنوان سلاح استفاده می‌کرد و همانند توالایت‌های دیگر به وسیلهٔ پلاک جنگی که همیشه با خود حمل می‌نمود، شناسایی می‌شد.
- الکس بندتو (به ژاپنی: アレックス・ベネデット Arekkusu Benedetto) یک زن ۲۴ ساله که به کار روسپی‌گری در منطقه ممنوعه مشغول بود.[۳] او برای مردی به نام «باری» کار می‌کرد تا اینکه وریک و نیک در حین انجام مأموریتی از طرف پلیس، او و تمام گروهش را به قتل رساندند اما وریک تصمیم گرفت از کشتن الکس چشم‌پوشی کند و سپس او را به عنوان منشی «بنریا» برگزیدند. الکس زنی بسیار جذاب، ساکت و مهربان بود. اطلاعات زیادی از گذشته‌اش در دسترس نیست جز اینکه او برادری کوچکتر از خود داشت و تا قبل از اینکه با باری به شهر ارگاستولوم برود از او مراقبت می‌کرد.